# Lac Ardeth
Le lac Ardeth (en anglais : Ardeth Lake) est un lac américain dans le comté de Tuolumne, en Californie. Il est situé à 2 574 mètres d'altitude au sein de la Yosemite Wilderness, dans le parc national de Yosemite.